# 30 mai dans les chemins de fer
30 avril 30 juin
Chronologies thématiques
- Croisades
- Sports
- Disney

Cette page concerne les événements qui se sont déroulés un 30 mai dans les chemins de fer.

## Événements

### XIXesiècle
- 1871. Espagne : la sociedad del ferrocarril de Isabel II prend la dénomination de Nueva Compañia del Ferrocarril de Alar a Santander

### XXesiècle
- 1987. Europe : dernier jour de circulation des trains internationaux TEE (Trans-Europ-Express), à l'exception de quatre TEE français, le Jules Verne, le Gayant, le Faidherbe et le Kléber. À partir du service d'été 1987/88, commençant le lendemain 31 mai, ils sont remplacés pour la plupart par des trains EuroCity.

### XXIesiècle
- 2005. France : circulation en Lorraine du premier train privé, de la société CFTA-Cargo (groupe Connex), sur le réseau ferroviaire national géré par RFF.

## Naissances
- France: 1820, François Prosper Jacqmin, futur directeur de la Compagnie des chemins de fer de l'Est[1]